# Municipio de Bolondrón
Municipio de Bolondrón är en kommun i Kuba.   Den ligger i provinsen Matanzas, i den västra delen av landet, 100 km öster om huvudstaden Havanna.